# Henry Rootes Jackson
Henry Rootes Jackson (24 juin 1820 - 23 mai 1898) est un major-général de l'armée des États confédérés pendant la guerre de Sécession.

## Avant la guerre
Jackson naît à Athens, en Géorgie. Il est diplômé avec les honneurs de l'Université de Yale, où il est membre de la Skull and Bones, en 1839. Avant la guerre, il sert comme avocat, puis en tant que colonel des  volontaires du 1st Georgia lors de la guerre américano-mexicaine, juge de l'état, comme chargé d'affaires des États-Unis pour l'empire autrichien de 1853 à 1854, et comme ambassadeur résident dans l'empire autrichien, de 1854 à 1858. 
Jackson est aussi un poète (son livre Tallulah and Other Poems paraît en 1850) et un orateur public récurrent. Par exemple, il prononce un discours sur « le courage » aux sociétés littéraires de l'Université de Géorgie en 1848, et une allocution pour la consécration du cimetière de Laurel Grove, à Savannah, en 1852. Jackson est un éminent avocat et procureur à Savannah. En 1859, il poursuit vainement les propriétaires et les membres d'équipage du navire négrier The Wanderer, probablement le dernier bateau à tenter d'apporter des Africains vers les États-Unis pour les vendre comme esclaves.

## Guerre de Sécession
Enrôlé dans l'armée confédérée en 1861, il sert en tant que juge dans les tribunaux confédérés. Promu en juin brigadier général, il dirige ensuite les troupes lors de la campagne de Virginie-Occidentale, participant à la bataille de Cheat Mountain. Après la mort de Robert S. Garnett, il commande brièvement l'armée du Nord-Ouest, mais le brigadier général William W. Loring arrive pour la prendre en charge le 20 juillet 1861.
Le 3 octobre 1861 dans le comté de Pocahontas, Virginie (maintenant la Virginie-Occidentale), les troupes de l'Union sous les ordres du brigadier général Joseph J. Reynolds attaque les camps de la brigade de Henry R. Jackson mais sont repoussées lors de la bataille de Greenbrier River.
En décembre, il est promu major-général de la milice de l'État de Géorgie. De retour au service de la Confédération en septembre 1863, il commande une brigade au cours de la campagne d'Atlanta. Il commande une brigade de la division de William Brimage Bate lors de la campagne de Franklin-Nashville de John Bell Hood. Jackson est capturé lors de la bataille de Nashville et est libéré sur parole au fort Warren, Massachusetts, le 8 juillet 1865.

## Après la guerre
Après la guerre, il reprend sa pratique du droit de pratique et sa carrière politique, étant nommé ambassadeur au Mexique de 1885 à 1886. Il est aussi cadre exécutif ferroviaire, banquier, président de la société historique de Géorgie (1875 - 1898). Jackson meurt à Savannah, en Géorgie, et est enterré dans le cimetière de Bonaventure, propriété de la ville de Savannah, situé à Thunderbolt, en Géorgie.